# Karl von Gerok
 Der er flere personer med dette navn, se Karl Gerok.
Karl Friedrich von Gerok (født 30. januar 1815 i Vaihingen i Württemberg, død 14. januar 1890 i Stuttgart) var en tysk prædikant og religiøs digter.
Allerede som skoleelev viste von Gerok poetiske anlæg, men han valgte som sin fader det teologiske studium, blev hjælpepræst hos faderen, senere præst i Stuttgart og til sidst overhofprædikant, overkonsistorialråd og prælat. Som digter er han gejstlig lyriker, for hvem sproget former sig i højstemte rytmer med mange retoriske udtryk. Bekendt blandt hans bøger er især Palmblätter, der udkom første gang 1857 og nået henved 150 oplag. Også patriotiske digte og prædikensamlinger foreligger fra von Geroks hånd. I 1875 offentliggjorde han sine ungdomserindringer.